# Boris Todoroff
Pour les articles homonymes, voir Todoroff.
 (août 2017).
Boris M. Todoroff (13 septembre 1958 à Ostende en Belgique - ) est un écrivain belge.

## Biographie
Licencié en philologie classique à Louvain (KU Leuven), il a obtenu un postgraduat d’études médiévales à Louvain et Nimègue (KU Leuven et KU Nijmegen).

## Son œuvre
Boris Todoroff s'intéresse surtout à l'analyse de la formation et de la transformation continuelle de la mystique occidentale sur base de quelques présuppositions concernant le temps, l'espace, la tension entre sujet et objet, qui peuvent être variées à l'infini. Selon lui, il est erroné de limiter la mystique à la religion ou la philosophie; elle se manifeste aussi bien dans des systèmes politiques, économiques ou sociétaux. Dans la mystique occidentale de type religieux il distingue trois 'voies' principales: la voie de l'amour, celle de la vacuité, et celle de l'ésotérisme occidental. Il a en outre publié une étude approfondie sur l'histoire de la mystique religieuse occidentale.
La majorité de son œuvre est écrite en néerlandais. Mais Todoroff a publié des récits en français dans des revues littéraires, ainsi que la nouvelle Le Maître mystique, un conte ironique sur l'illumination spirituelle, et quelques articles sur la mystique, reprenant ses opinions, dans des livres et revues francophones.
L’auteur collabore à Radio Klara (VRT) (radio culturelle flamande) et donne des cours sur la mystique dans l’enseignement pour adultes.